# Jan Jelinek
Jan Jelinek est un compositeur allemand de musique électronique, également connu sous les pseudonymes Farben, Gramm et The Exposures. Installé à Berlin depuis 1995, il se spécialise dans la techno minimale, la microhouse et le glitch. Sa musique se caractérise par des lignes de basse profondes et son utilisation de samples issus d'anciens enregistrements de jazz des années 1960 à 1970, notamment sur son œuvre la plus connue, Loop-finding-jazz-records. Sa musique évolue au fil du temps : initialement percussive, elle devient davantage avant-gardiste avec la création de son propre label Faitiche en 2008.

## Discographie

### Sous le pseudonyme Farben
- 1998 : Farben (Klang Elektronik)
- 1998 : Stuck EP (Klang Elektronik)
- 1999 : Featuring The Dramatics (Klang Elektronik)
- 2000 : Beautone (Klang Elektronik)
- 2000 : Raw Macro (Klang Elektronik)
- 2002 : Farben. Says: Don't Fight Phrases (Klang Elektronik)
- 2002 : Textstar (Klang Elektronik)
- 2004 : The Sampling Matters EP (Klang Elektronik)
- 2010 : Farben EP (Faitiche)
- 2011 : Xango (Faitiche)

### Sous le pseudonyme Gramm
- 1999 : (Personal_Rock) (Source Records)

### Sous Jan Jelinek
- 2000 : Tendency EP (~scape)
- 2001 : Loop-finding-jazz-records (~scape)
- 2002 : Jan Jelinek Avec The Exposures (~scape)
- 2003 : La Nouvelle Pauvreté (~scape)
- 2005 : Kosmischer Pitch (~scape)
- 2006 : Tierbeobachtungen (~scape)
- 2012 : Music For Fragments / Music & Birds (Faitiche)
- 2012 : PrimeTime (Faitiche)
- 2018 : Zwischen (Faitiche)
- 2019 : Signals Bulletin, avec Asuna (Faitiche)